# Napule nun te so figlie
Napule nun te so figlie è un album ristampato del cantante Lello Fiore, pubblicato nel 2010.

## Tracce
1. Separazione
2. A vint'anne
3. Una rosa pericolosa
4. Maria a Barese
5. Mentre t'alluntano
6. Voglio a te
7. Che ce pozzo fa'
8. So' pronto a murì
9. Eternamente tua
10. Nun te so' figlie